# Evelin Jahl
Evelin Jahl, geb. Schlaak, geschiedene Herberg (* 28. März 1956 in Annaberg-Buchholz), ist eine ehemalige deutsche Leichtathletin, die – für die DDR startend – zweimal Olympiasiegerin im Diskuswurf wurde. 1976 in Montreal gewann sie den Titel unter ihrem Geburtsnamen Evelin Schlaak, 1980 konnte sie ihn in Moskau erfolgreich verteidigen. Sie ist neben Sandra Perković, Nina Ponomarjowa und Valarie Allman die einzige Diskuswerferin, der zwei Olympiasiege gelangen.

## Leben
Der Olympiasieg 1976 war der Beginn eines steilen Aufstiegs: Im olympischen Wettkampf besiegte sie überraschend die drei Jahre lang ungeschlagene Weltrekordlerin Faina Melnik aus der UdSSR. 1978 brachte sie den Weltrekord in ihren Besitz und wurde Europameisterin, 1980 stellte sie im Vorfeld der Olympischen Spiele einen weiteren Weltrekord auf.
Nach einer Verletzung trat sie 1982 vom aktiven Sport zurück. 
Aus ihrer Kurzen Ehe mit Harald Herberg, einem Schwimmtrainer, ging 1984 ein Sohn hervor. 
Evelin Jahl startete für den ASK Vorwärts Potsdam und trainierte bei Lothar Hillebrandt. Sie hatte bei einer Größe von 1,83 m ein Wettkampfgewicht von 86 kg. Nach ihrer Sportlerlaufbahn war sie bis zum Ende der DDR Vorsitzende der Rechtskommission im DDR-Leichtathletikverband DVfL und Mitglied des Arbitration Panel der Internationalen Leichtathletik-Assoziation IAAF. Später wurde sie Wirtschaftsberaterin.
Als IMS „Karin Reger“ spionierte Jahl im Auftrag des Ministeriums für Staatssicherheit Sportlerkollegen aus.

## Erfolge im Einzelnen
- 1973, Junioreneuropameisterschaften in Duisburg: Platz 1
- 1976, Olympische Spiele: Platz 1 (69,00 m – 66,80 – 66,12 – ungültig – 61,24 - 64,80)
- 1978, Europameisterschaften in Prag: Platz 1 (62,02 – ungültig – 65,74 – 66,98 m – 65,26 – 63,26)
- 1980, Olympische Spiele: Platz 1 (66,14 – 69,76 – 69,96 m – 68,44 – 68,52 – 66,66)

## Auszeichnungen (Auswahl)
- 1976 – Vaterländischer Verdienstorden in Silber[2]
- 1980 – Vaterländischer Verdienstorden in Gold